# زاند ام ماین
زاند ام ماین (به آلمانی: Sand am Main) یک شهر در آلمان است که در هاسبرگه واقع شده‌است.